# C comme crétin
C comme crétin est le 14e épisode de la saison 19 de la série télévisée d'animation Les Simpson.

## Synopsis
Homer promet à Marge de commencer un nouveau régime mais Marge, soupçonneuse, décide d'engager secrètement une équipe de télévision afin de suivre son mari pour voir s'il dit la vérité. Bart et Lisa font une blague à Martin mais celle-ci tourne mal et laisse présumer que Martin est mort...

## Références culturelles

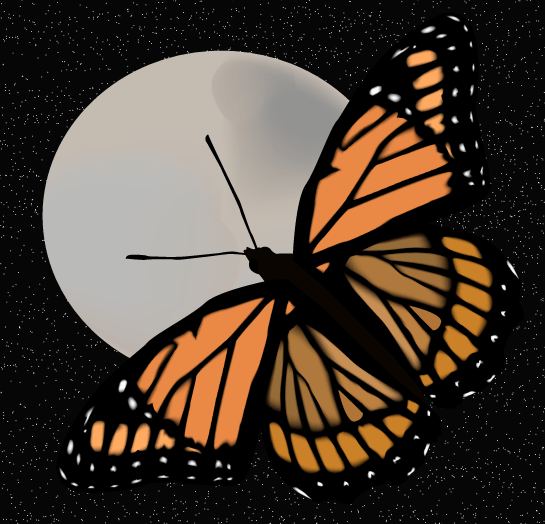
Un papillon Vice-roi